# El Salvador en los Juegos Panamericanos
La participación de El Salvador en los Juegos Panamericanos  ha tenido como principal logro la obtención de una medalla de oro en la edición de 2007  y otras tres en la edición de 2019. Precisamente,  ese año (2007) ha sido el de mejores resultados en la historia del país en el evento deportivo.

## Historia
El Salvador inició su participación en la primera edición de los Juegos Panamericanos realizada en Buenos Aires, Argentina. En esa oportunidad el país estuvo representado en natación. Ya para 1955 sumó otra disciplina con el tiro deportivo.
Para 1975, el boxeador Roberto Espinoza conquistó la primera medalla panamericana, cuando se adjudicó una presea de bronce en la categoría de 51 kg. Nuevamente, en los Juegos Panamericanos de 1979, un salvadoreño ganó una medalla de bronce en levantamiento de pesas, con el atleta Jorge Gadalamaría, en la categoría de 110 kg; y otra vez en boxeo en Indianápolis 1987 con José Avelar en los 57 kg.
Sería hasta la edición de 1995 que un salvadoreño se subiría al podio, cuando el remero Oliver Adams ganó el segundo puesto en scull individual. La cuarta medalla de bronce para El Salvador llegó en  Winnipeg 1999, con la halterófila Eva María Dimas, en los 69 kg.
En los Juegos Panamericanos de 2003 de Santo Domingo, República Dominicana, El Salvador obtuvo sus primeras medallas de plata, con Eva María Dimas en levantamiento de pesas, y Claudia Landaverde en tiro con arco individual; en este mismo deporte, los salvadoreños lograron preseas de bronce con Cristóbal Merlos, también en individual, y otra por equipos, con el mismo Cristóbal Merlos, junto a Ricardo Merlos y Miguel Ángel Veliz.
El desempeño en Santo Domingo, fue superado en Río de Janeiro 2007, cuando El Salvador conquistó su primera presea de oro, con Cristina López en marcha atlética. Asimismo, hubo tres medallistas de plata: Marvin López, en levantamiento de pesas, categoría de 56 kg; Íngrid Cuéllar, en lucha olímpica estilo libre, categoría de 48 kg; y Luisa Maida en tiro deportivo, modalidad de pistola de aire 10 m. Además de seis medallistas de bronce: Luisa Maida en tiro deportivo, modalidad pistola deportiva 25 m; Eva María Dimas en levantamiento de pesas, categoría de +75 kg; Camila vargas en remo, modalidad scull individual; Franklin Cisneros en judo, categoría 81 kg; Aarón Pérez en karate, kumite 65 kg; y William Serrano, también en karate, kumite 75 kg.
Para los Juegos Panamericanos de 2011, realizados en Guadalajara, México, El Salvador participó con un total de 78 atletas en veintidós deportes. La ciclista Evelyn García fue la única deportista que ganó una medalla en la delegación, con la presea de plata en la prueba de contrarreloj individual.
Sin embargo, en el mes de enero de 2012, el salvadoreño Luis Portillo se hizo acreedor a la medalla de bronce en la lucha libre 60 kg por decisión de la Organización Deportiva Panamericana (ODEPA), ya que el organismo retiró la presea al argentino Fernando Iglesias.
En 2015, para los Juegos Panamericanos de Toronto Archivado el 28 de noviembre de 2017 en Wayback Machine., El Salvador acumuló tres medallas: 1 plata y dos bronces. La plata fue de Jorge Merino en Karate 84 kg. y los bronces fueron para Evelyn García en la prueba de ciclismo contrarreloj individual y Lilian Castro en tiro pistola de aire 10 metros. 
Cabe destacar que Lilian fue la primera atleta de El Salvador en clasificar a los Juegos Olímpicos de Río 2016 y durante los Juegos Panamericanos en Toronto, el atleta Enrique Arathoon logró su clasificación olímpica, convirtiéndose en el primer atleta de vela de El Salvador en clasificar a unos JJOO.
A febrero de 2016, Lilian y Enrique son los únicos atletas clasificados a Juegos Olímpicos Río 2016 y el Comité Olímpico de El Salvador
espera clasificar a 10 atletas más, conforme se realicen los eventos clasificatorios.

## Medallero
| Evento                | Oro | Plata | Bronce |
| --------------------- | --- | --- | --- |
| Ciudad de México 1975 | | | Roberto Espinoza (boxeo, 51 kg) |
| San Juan 1979         | | | Jorge Gadalamaría (levantamiento de pesas, 110 kg) |
| Indianápolis 1987     | | | José Avelar (boxeo, 57 kg) |
| Mar del Plata 1995    | | Oliver Adam (remo, scull individual)                                                                                                | |
| Winnipeg 1999         | | | Eva María Dimas (levantamiento de pesas, 69 kg) |
| Santo Domingo 2003    | | Eva María Dimas (levantamiento de pesas, 69 kg) Claudia Landaverde (tiro con arco, individual)                                      | Cristóbal Merlos (tiro con arco, individual) Cristóbal Merlos, Ricardo Merlos y Miguel Véliz (tiro con arco, equipo) |
| Río de Janeiro 2007   | Cristina López (atletismo, marcha)                                                                                 | Marvin López (levantamiento de pesas, 56 kg) Íngrid Cuéllar (lucha libre, 48 kg) Luisa Maida (tiro deportivo, pistola de aire 10 m) | Luisa Maida (tiro deportivo, pistola deportiva 25 m) Eva María Dimas (levantamiento de pesas, +75 kg) Camila Vargas (remo, scull individual) Franklin Cisneros (judo, 81 kg) Aarón Pérez (karate, kumite 65 kg) William Serrano (karate, kumite 75 kg) |
| Guadalajara 2011      | | Evelyn García (ciclismo, contrarreloj individual)                                                                                   | Luis Portillo (lucha libre, 60 kg) |
| Toronto 2015          | | Jorge Merino (karate 84 kilogramos)                                                                                                 | Lilian Castro (tiro, 10 m pistola de aire) Evelyn García (ciclismo contrarreloj individual) |
| Lima 2019             | Roberto Hernández (tiro con arco compuesto) Yuri Rodríguez (fitness clásico) Paulina Zamora (fitness coreográfico) | | Bryan Pérez (surf, open masculino) |

## Medallas

### Medallas por deporte
La siguiente tabla muestra las medallas obtenidas por deporte, ordenadas por preseas de oro, plata y bronce.
| Deporte          |   |   |    |    |
| ---------------- | - | - | -- | -- |
| Fisicoculturismo | 2 | 0 | 0  | 2  |
| Tiro con arco    | 1 | 1 | 2  | 4  |
| Atletismo        | 1 | 0 | 0  | 1  |
| Halterofilia     | 0 | 2 | 3  | 5  |
| Karate           | 0 | 1 | 2  | 3  |
| Tiro             | 0 | 1 | 2  | 3  |
| Ciclismo         | 0 | 1 | 1  | 2  |
| Lucha            | 0 | 1 | 1  | 2  |
| Remo             | 0 | 1 | 1  | 2  |
| Boxeo            | 0 | 0 | 2  | 2  |
| Judo             | 0 | 0 | 1  | 1  |
| Surf             | 0 | 0 | 1  | 1  |
| 12 deportes      | 4 | 8 | 16 | 28 |